# Белосток (Волынская область)
Белосток (укр. Білосток) — село в Торчинской поселковой общине Луцкого района Волынской области Украины.
Код КОАТУУ — 0722880601. Население по переписи 2001 года составляет 380 человек. Почтовый индекс — 45641. Телефонный код — 332. Занимает площадь 13,98 км².